# Kastellaun (Verbandsgemeinde)
Kastellaun é um Verbandsgemeinde ("associação municipal") no distrito de Rhein-Hunsrück, Renânia-Palatinado, Alemanha. Sua sede fica em Kastellaun.
O Verbandsgemeinde de Kastellaun consiste dos seguintes Ortsgemeinden ("municípios locais"):
| 1. Alterkülz 2. Bell 3. Beltheim 4. Braunshorn 5. Buch 6. Dommershausen 7. Gödenroth 8. Hasselbach | 1. Hollnich 2. Kastellaun 3. Korweiler 4. Mastershausen 5. Michelbach 6. Roth 7. Spesenroth 8. Uhler |